# Catedral de Tlapa
La Catedral de Tlapa, oficialmente Catedral de San Agustín es un templo católico elevado al rango de catedral, siendo la sede de la diócesis de Tlapa. Se ubica en la ciudad de Tlapa de Comonfort, en el estado de Guerrero.

## Breve historia

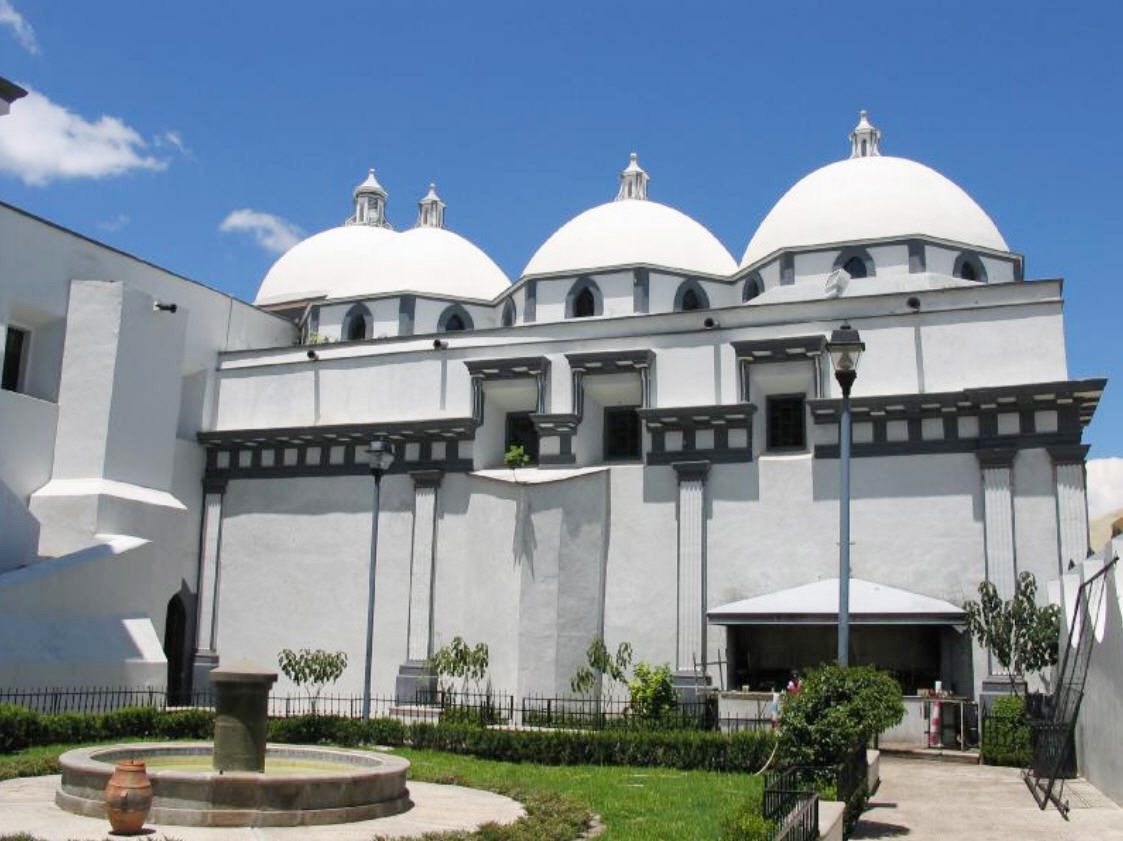
El Convento de San Agustín aun lado de la catedral.

En el siglo XVI, un grupo de frailes agustinos construyeron el recinto junto con el Convento de San Agustín para poder evangelizar a la población de Tlapa. 
Aun que la iglesia esta dedicada a Agustín de Hipona, se empezó a rendirle devoción a un crucifijo que fue hecho también por los frailes agustinos, llamado Señor del Nicho.
Aproximadamente en 1992 el recinto fue consagrado como catedral cuando el papa Juan Pablo II erigió la diócesis de Tlapa mediante la bula Efflorescentem Mexici.